# Schlacht von Verona
Die Schlacht von Verona wurde im Jahre 312 zwischen den Streitkräften des Konstantin I. und denen des Maxentius ausgetragen. Die Streitkräfte des Maxentius erlitten unter der Führung des fähigen Ruricius Pompeianus, der in der Schlacht starb, eine Niederlage. Damit war für Konstantin der Weg nach Rom frei.

## Vorgeschichte
Nachdem Konstantin die Alpen überquert hatte und in der Schlacht von Turin den Streitkräften des Maxentius eine herbe Niederlage zugefügt hatte, stellten sich die meisten Städte Norditaliens auf die Seite Konstantins. Konstantin sammelte seine Streitkräfte und die übergelaufenen Truppen der norditalienischen Städte in Mediolanum. 
Der Marsch nach Rom betrug ungefähr 400 Meilen auf der Via Aemilia oder der Via Flaminia.
Allerdings würde bei einem Vormarsch auf Rom Konstantins linke Flanke durch die Stadt Verona gefährdet werden. Verona war durch Maxentius zu einer starken Festung ausgebaut worden und lag außerdem in einer Flussschleife des Athesis. Verona war also nur von der westlichen Seite zugänglich und konnte außerdem Verstärkung und Lebensmittel über den Fluss beziehen. Maxentius hatte dort eine starke Garnison unter der Führung seines fähigsten Generals, des Prätorianerpräfekten Ruricius Pompeianus, gelassen.

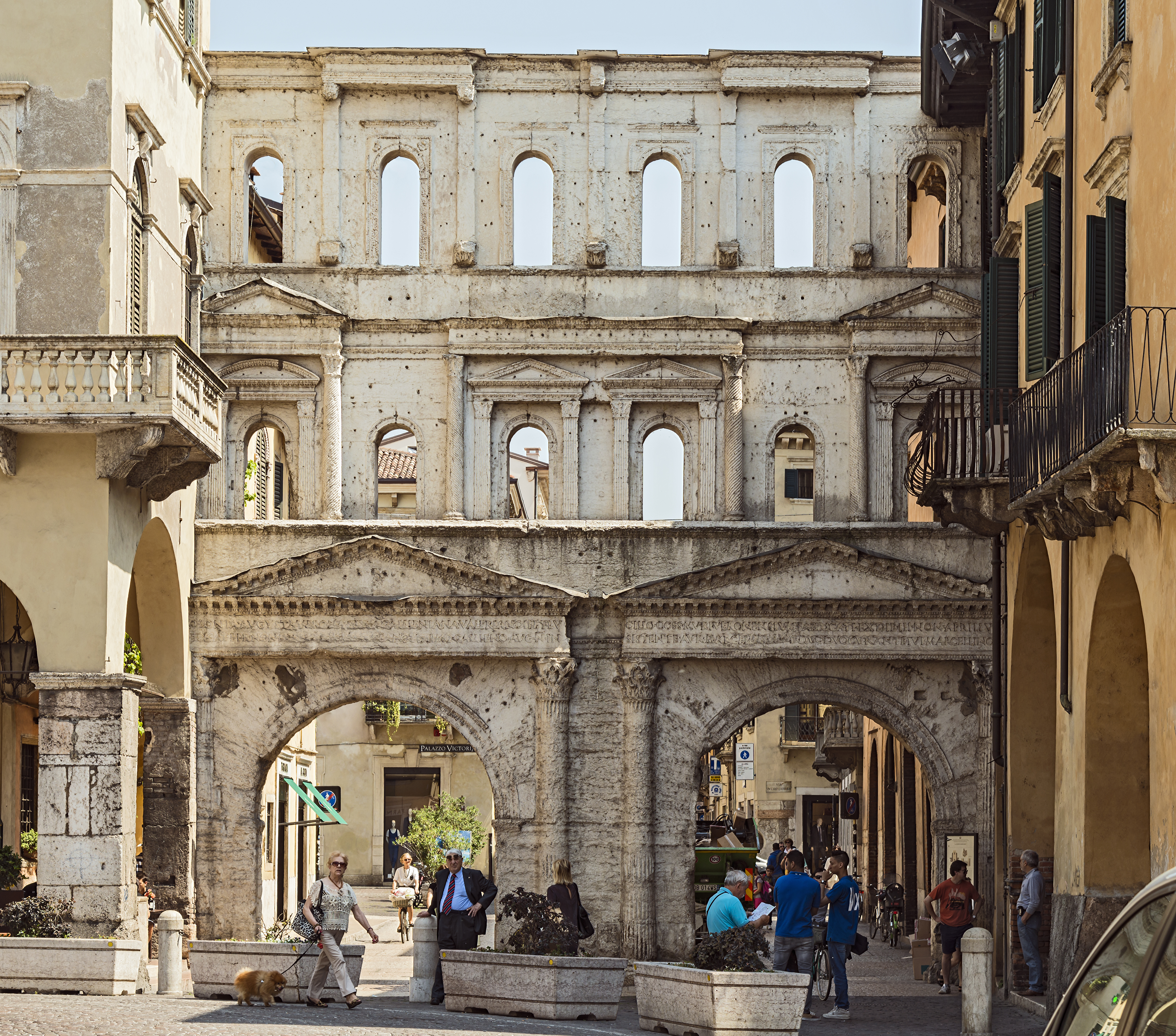
Die Porta Borsari, eines der stark befestigten Tore von Verona

Konstantin rückte nach Verona vor und besiegte eine starke Abteilung Kavallerie bei Brescia, die ihm von Ruricus entgegengesandt worden war. Konstantin umgab Verona mit einem starken Belagerungsring, der auch den Fluss miteinbezog. Ein Ausfall des Ruricus konnte zurückgewiesen werden.
Ruricus konnte aus der Stadt fliehen, jedoch nicht aus Eigennutz, sondern um mit einem Heer zurückzukommen.

## Schlachtablauf
Ruricus kehrte im August wieder mit einem Heer, das Konstantins Heer an Zahlen übertraf. Konstantin ließ einen Teil seiner Truppen bei der Belagerung und rückte mit seinen zuverlässigsten Truppen Ruricus entgegen.
Konstantin ließ seine Truppen erst in der duplex acies, der zweifachen Schlachtlinie, aufstellen, verringerte jedoch das zweite Treffen, um der ersten Schlachtlinie des Ruricus ebenbürtig zu sein. Die Schlacht fand gegen Abend des Tages statt, sodass eher der Mut und die Motivation der Truppen Konstantins die Schlacht entschieden. Während der Kämpfe wurde Ruricus Pompeianus getötet, was seine Truppen stark mitnahm. Ein weiterer Ausfall der Stadtgarnison wurde erneut zurückgewiesen. 
Am Morgen danach war die Schlacht für Konstantin entschieden und wenige Tage später ergab sich Verona.

## Folgen
Mit dem Fall Veronas war der Weg nach Rom frei und viele Städte Etruriens und Umbriens liefen zu Konstantin über. Konstantin besiegte Maxentius endgültig in der Schlacht an der Milvischen Brücke. Maxentius wurde in dieser Schlacht getötet und Konstantin errang die Herrschaft im Westen des Römischen Reiches.